# توماس لاغرلوف
توماس لاغرلوف (بالسويدية: Thomas Lagerlöf)‏ هو لاعب كرة قدم ومدرب كرة قدم سويدي في مركز الوسط، ولد في 15 نوفمبر 1971 في Österåker Municipality ‏ في السويد. لعب مع أيك سولنا ونادي برومابويكارنا ونادي لين.